# 地価
地価（ちか）とは、土地の価格を指す。または、公定地価を指す。
地価は一般に単位土地面積あたりの価格で表される。一般に大都市の商業地区は地価が高く、農地や山林、原野などは地価が低い。
住宅地の地価はその土地のブランドイメージによっても左右されるが、高級住宅街と化した住宅地についてはその傾向が顕著にみられるのである。そこに住んでいるということがステイタス的なイメージを帯びることもみられ、アメリカのビバリーヒルズなど著名な映画スターが暮らしている、といった状況が付加し、そこから高級住宅街のブランドを形成していった。ただし周りを塀や柵で囲み、警備員が24時間監視することで大変治安がよい住宅街（ゲーテッドコミュニティ）が発展したが、これもまた一種の安全というブランドである。

## 経済学における地価
経済学においては、地価はその土地の収益性により決定される。
まれに、「大都市のホテルの喫茶代が高いのは地価が高いから」という説明があるが、これは因果関係が逆である。大都市のホテルは高い喫茶代でも客が来るほど需要が高いため、利益率が高くなる。利益率の高い立地には多くの業者が同様に出店しようとするため、土地の需要が高まり、高い地価で均衡する。
かくして、人通りが多く需要が高い商店を出店できる土地は地価が高くなる。高い地価の場所でも安くサービスを提供する場合があるが、この場合は典型的な需要超過（行列の発生）という帰結を生む。

## 地価公示法における地価
地価公示法第2条第2項に規定される土地の正常な価格とは、土地について、自由な取引が行われるとした場合におけるその取引（農地、採草放牧地又は森林の取引（農地、採草放牧地又は森林以外のものとするための取引を除く。）を除く。）において通常成立すると認められる価格（当該土地に建物その他の定着物がある場合又は当該土地に関して地上権その他当該土地の使用若しくは収益を制限する権利が存する場合には、これらの零着物又は権利が存しないものとして通常成立すると認められる価格）をいう。

## 地価税法における地価
地価税法第2条第10項に規定される地価は、土地の価額をいい、当該土地の使用又は収益に関し借地権等その他の制限が存する場合には、これらの制限が存しないものとした場合における当該土地の価額をいう。